# Palmpjesmosfamilie
De palmpjesmosfamilie (Lembophyllaceae) is een familie van mossen uit de orde Hypnales. Het typegeslacht is Lembophyllum. Het werd oorspronkelijk beschreven door de Finse botanicus Viktor Ferdinand Brotherus in 1906. De familie komt voornamelijk voor in Australazië en het zuiden van Zuid-Amerika.

## Taxonomie
De palmpjesmosfamilie is nauw verwant aan de familie Neckeraceae. Leden van palmpjesmosfamilie onderscheiden zich van Neckeraceae door hun typisch kegelvormige scheuten (versus meestal complanate), de bladeren die meestal vaak losjes worden ingedrukt, en vaak goed ontwikkelde peristomen.
De familie kent onder meer de volgende geslachten:
- Antitrichia - westelijk Noord-Amerika
- Bestia - westelijk Noord-Amerika
- Camptochaete - Australazië
- Dolichomitra - Zuid-Oost Azië
- Dolichomitriopsis - Zuidoost-Azië
- Fallaciella Zuid-Zuid-Amerika
- Fifea  - Australazië
- Isothecium - wijdverbreid op het noordelijk halfrond (bijv. Isothecium myosuroides)
- Lembophyllum Australazië, zuidelijk Zuid-Amerika
- Looseria - zuidelijk Zuid-Amerika
- Neobarbella - Zuid-Oost Azië
- Pilotrichella – Hawaï, tropisch Amerika, Afrika, Madagaskar
- Rigodium  – Midden- en Zuid-Amerika, Oost-Afrika, Madagaskar
- Tripterocladium - westelijk Noord-Amerika
- Weymouthia – Australazië, zuidelijk Zuid-Amerika